# Oana Pantelimon
Oana Manuela Pantelimon (z domu Mușunoi, ur.  27 września 1972 w Tecuci) – rumuńska lekkoatletka specjalizująca się w skoku wzwyż, trzykrotna uczestniczka letnich igrzysk olimpijskich (Barcelona 1992, Sydney 2000, Ateny 2004), brązowa medalistka olimpijska z Sydney w skoku wzwyż. 

## Sukcesy sportowe
- czterokrotna mistrzyni Rumunii w skoku wzwyż – 1993, 1999, 2001, 2003[1]

| Rok  | Miasto     | Zawody                              | Konkurencja | Wynik         |
| ---- | ---------- | ----------------------------------- | ----------- | ------------- |
| 1996 | Nisz       | Mistrzostwa krajów bałkańskich      | skok wzwyż  | złoty medal   |
| 2000 | Kawala     | Mistrzostwa krajów bałkańskich      | skok wzwyż  | złoty medal   |
| 2000 | Sydney     | Igrzyska olimpijskie                | skok wzwyż  | brązowy medal |
| 2001 | Edmonton   | Mistrzostwa świata                  | skok wzwyż  | 9. miejsce    |
| 2002 | Wiedeń     | Halowe mistrzostwa Europy           | skok wzwyż  | 8. miejsce    |
| 2002 | Bukareszt  | Mistrzostwa krajów bałkańskich      | skok wzwyż  | złoty medal   |
| 2002 | Monachium  | Mistrzostwa Europy                  | skok wzwyż  | 4. miejsce    |
| 2003 | Birmingham | Halowe mistrzostwa świata           | skok wzwyż  | 9. miejsce    |
| 2003 | Katania    | Światowe wojskowe igrzyska sportowe | skok wzwyż  | brązowy medal |
| 2004 | Ateny      | Igrzyska olimpijskie                | skok wzwyż  | 7. miejsce    |
| 2005 | Madryt     | Halowe mistrzostwa Europy           | skok wzwyż  | 9. miejsce    |

## Rekordy życiowe
- skok wzwyż – 1,99 – Sydney 30/09/2000
- skok wzwyż (hala) – 1,95 – Birmingham 15/03/2003, Bukareszt 13/02/2005 oraz Bukareszt 9/02/2007